# 约瑟夫·普里比利内克
约瑟夫·普里比利内克（1960年7月6日—），斯洛伐克男子田径运动员。他曾代表捷克斯洛伐克参加1980年和1988年夏季奥林匹克运动会田径比赛，其中1988年奥运会获得一枚金牌。